# Alpenkonvention
Die Alpenkonvention (AK), formal Übereinkommen zum Schutz der Alpen, ist ein völkerrechtlicher Vertrag über den umfassenden Schutz und die nachhaltige Entwicklung der Alpen. Sitz des Ständigen Sekretariats der Konvention ist Innsbruck, eine Außenstelle besteht an der Europäischen Akademie Bozen. Die Alpenkonferenz ist die regelmäßige Versammlung der Vertragsparteien.

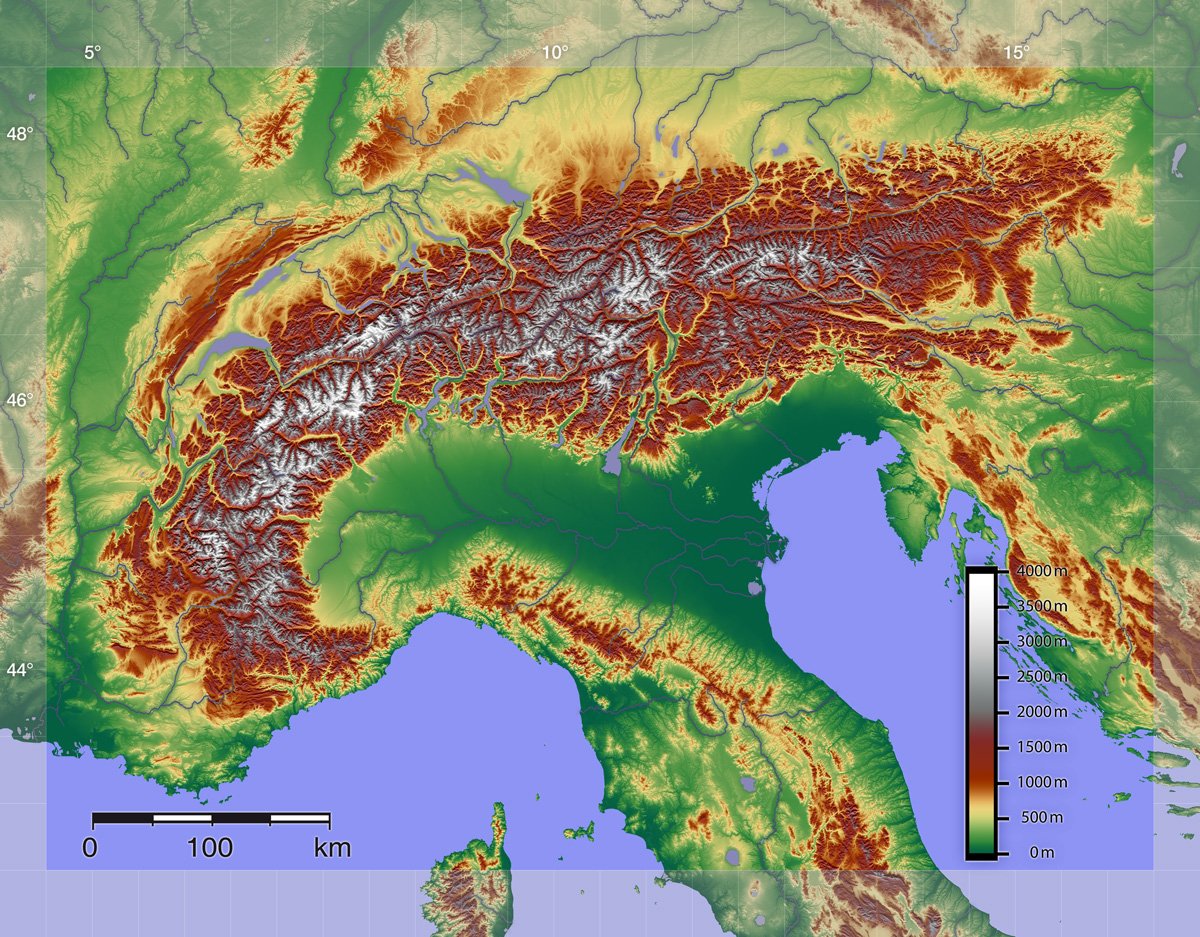
Die Alpen

## Geschichte
1989
verabschiedeten die Alpenstaaten und die Europäische Wirtschaftsgemeinschaft auf der ersten Alpenkonferenz (9.–11. Oktober 1989) in Berchtesgaden (Bayern) die Berchtesgadener Resolution, die den Willen zu gemeinsamen Rahmenkonventionen für die Entwicklung des Alpenraums äußert.
Am 7. November 1991 wurde die Rahmenkonvention durch die Umweltminister der Alpenländer bei der Tagung der Alpenkonferenz in Salzburg unterzeichnet.
Unterzeichner waren:
- Europäische Wirtschaftsgemeinschaft, deren Rechtsnachfolger seit 1993 die Europäische Union ist (Genehmigung 1996)[1]
- Deutschland (Ratifizierung 1994)
- Frankreich (Ratifizierung 1995)
- Italien (Ratifizierung 1999)
- Liechtenstein (Ratifizierung 1994)
- Österreich (Ratifizierung 1994)[7]
- Schweiz (Ratifizierung 1998)[2]
- Slowenien wurde 1991 als Staat gegründet und unterzeichnete 1993 das Rahmenabkommen (Ratifizierung 1995)
- Monaco unterzeichnete 1994 und trat der Alpenkonvention 1999 bei (Ratifizierung 1999)[8]

Diese acht Staaten werden heute Alpenstaaten (oder auch Alpenanrainerstaaten) genannt.
An den Vorarbeiten war auch Jugoslawien beteiligt, die Unterzeichnung erfolgte aber wegen seiner Auflösung in Einzelstaaten nicht.
Im Gegensatz zu den Beschlüssen der Arbeitsgemeinschaft Alpenländer (Arge Alp), bei der die regionalen Regierungschefs lediglich Empfehlungen erlassen können, sind die Alpenkonvention und ihre Durchführungsprotokolle rechtlich verbindliche Staatsverträge. Sie sind entsprechend durch die Parlamente der oben aufgeführten Vertragspartner zu ratifizieren.
Der Bayerische Verwaltungsgerichtshof entschied jedoch im September 2012, dass die Alpenkonvention kein direkt anwendbares Recht sei, und wies eine Popularklage gegen die Verkleinerung eines Landschaftsschutzgebiets ab, die sich auf das Verschlechterungsverbot der Alpenkonvention gestützt hatte.

## Inhalt
In der allgemein gehaltenen Rahmenkonvention, die inzwischen auch von allen Vertragsparteien ratifiziert wurde, verpflichten sich die Vertragsparteien zur Konkretisierung der Ziele der Alpenkonvention so genannte Durchführungsprotokolle – bisher gibt es neun – zu erarbeiten. Diese Fachprotokolle wurden von Liechtenstein, Österreich, Deutschland und Slowenien ratifiziert. Frankreich hat 2005 alle Protokolle ratifiziert, Monaco und Italien einen Teil der Protokolle.
Bei der EU ist die Ratifizierung seit längerer Zeit in Prüfung. In der Schweiz sind die Protokolle zum Teil heftig umstritten. Es gibt Protokolle zu folgenden Themen:
- Naturschutz, Kulturlandschaftsschutz und Landschaftspflege[10]
- Berglandwirtschaft[11]
- Raumplanung und nachhaltige Entwicklung[12]
- Bergwald[13]
- Tourismus[14]
- Energie[15]
- Bodenschutz[16]
- Verkehr[17]
- Streitbeilegung[18]

Seit 2006 wurden zwei Ministerdeklarationen zu spezifischen Themenbereichen verabschiedet:
- Deklaration Bevölkerung und Kultur[19]
- Deklaration zum Klimawandel[20]

## Organisation
Seit dem Jahr 2003 verfügt die Alpenkonvention über ein Ständiges Sekretariat, das seinen Sitz in Innsbruck mit einer Außenstelle in Bozen hat. Nach Beschluss der Alpenkonferenz vom 4. Dezember 2012 wurde Markus Reiterer zum Generalsekretär der Alpenkonvention ernannt. 2019 folgte ihm Alenka Smerkolj in dieser Funktion.
Das Ständige Sekretariat der Alpenkonvention
- unterstützt die Organe der Alpenkonvention administrativ und fachlich;
- kommuniziert die Konvention, ihre Protokolle und deren Umsetzung;
- koordiniert alpine Forschungsprojekte;
- wirkt mit bei der Durchführung der Alpenkonvention und der Einhaltung ihrer Protokolle;
- verwaltet das Alpenbeobachtungs- und Informationssystem;
- übersetzt und dolmetscht.

Der Vorsitz der Alpenkonvention wechselt etwa alle zwei Jahre. Seit 2023 hat die Republik Slowenien den Vorsitz inne. Zuvor waren dies folgende Länder:
- seit 2025 Italien
- 2023–2024 Slowenien
- 2020–2022 Schweiz[22]
- 2019–2020 Frankreich[23]
- 2016–2019 Österreich
- 2015–2016 Deutschland (Schwerpunkt sollte unter anderem die Politik des „Grünen Wirtschaftens im Alpenraum“ sein[24])
- 2013–2014 Italien
- 2011–2012 Schweiz
- 2009–2011 Slowenien
- 2007–2008 Frankreich
- 2005–2006 Österreich
- 2003–2004 Deutschland
- 2001–2002 Italien
- 1999–2000 Schweiz
- 1995–1998 Slowenien
- 1992–1994 Frankreich
- 1990–1991 Österreich
- 1989 Bundesrepublik Deutschland

Die Alpenkonvention hat elf offizielle Beobachterorganisationen. Die aktivste ist die Internationale Alpenschutzkommission CIPRA (Commission Internationale pour la Protection des Alpes), die schon bei ihrer Gründung 1952 die Erarbeitung einer Alpenkonvention durch die Alpenstaaten gefordert hat. Auf der Website der CIPRA finden sich viele Informationen über die Alpenkonvention, eine Übersicht über den Stand der Ratifizierung von Konvention und Protokollen sowie die Originaltexte in den vier Konventionssprachen Deutsch, Französisch, Italienisch und Slowenisch.

## Alpenkonferenz
Die Konferenz der Vertragsparteien (Alpenkonferenz, Conférence alpine) ist das beschlussfassende Organ der Alpenkonvention. Sie fasst die Beschlüsse mittels einvernehmlichem Abstimmungsverfahren. Die Aufgaben dieses Organs umfassen Themen, an denen die Vertragsparteien ein gemeinsames Interesse besitzen, und Aspekte der Zusammenarbeit. In diesem Sinne übermitteln die Vertragsparteien der Alpenkonferenz Informationen hinsichtlich jener Maßnahmen, die von den Partnern zur Umsetzung der vorliegenden Konvention und der Protokolle angewendet wurden.
In der Regel finden die ordentlichen Sitzungen dieses Organs alle zwei Jahre bei jener Vertragspartei statt, die den Vorsitz der Konvention führt.
Im Verlauf der Zusammenkunft kann das Organ die Einberufung von Arbeitsgruppen beschließen, die für die Umsetzung der Konvention notwendig erachtet werden. Dabei berücksichtigt das Organ die Erkenntnisse wissenschaftlicher Tätigkeiten.
Das Organ hat eine interne Geschäftsordnung und fasst auch die nötigen Beschlüsse im finanziellen Bereich.
Bisher stattgefundene Alpenkonferenzen
- I. Alpenkonferenz: Berchtesgaden, Deutschland – 1989 (Berchtesgadener Resolution)
- II. Alpenkonferenz: Salzburg, Österreich – 1991 (Alpenkonvention)
- III. Alpenkonferenz: Chambéry, Frankreich – 1994
- IV. Alpenkonferenz: Brdo pri Kranju, Slowenien – 1996
- V. Alpenkonferenz: Bled, Slowenien – 1998
- VI. Alpenkonferenz: Luzern, Schweiz – 2000
- VII. Alpenkonferenz: Meran, Italien – 2002
- VIII. Alpenkonferenz: Garmisch-Partenkirchen, Deutschland – 2004
- IX. Alpenkonferenz: Alpbach, Österreich – 2006
- X. Alpenkonferenz: Evian, Frankreich – 2009
- XI. Alpenkonferenz: Brdo pri Kranju, Slowenien – 2011
- XII. Alpenkonferenz: Poschiavo, Schweiz – 2012
- XIII. Alpenkonferenz: Turin, Italien – 2014
- XIV. Alpenkonferenz: Grassau, Deutschland – 2016
- XV. Alpenkonferenz: Innsbruck, Österreich – 2019
- XVI. Alpenkonferenz: virtuell – 2020
- XVII. Alpenkonferenz: Brig, Schweiz – 2022